# Tulák z širých plání
Tulák z širých plání (též Tulák z horských plání, v anglickém originále High Plains Drifter) je americký filmový western z roku 1973, který režíroval Clint Eastwood. Scénář napsal Ernest Tidyman, snímek produkoval Robert Daley pro The Malpaso Company a Universal Pictures. Eastwood v něm hraje tajemného cizince, který vykonává spravedlnost ve zkorumpovaném pohraničním hornickém městě. Film byl ovlivněn tvorbou dvou Eastwoodových významných spolupracovníků, režisérů Sergia Leoneho a Dona Siegela. Kromě Eastwooda ve filmu hrají Verna Bloomová, Mariana Hillová, Mitchell Ryan, Jack Ging a Stefan Gierasch.
Film se natáčel na břehu jezera Mono Lake v Kalifornii. Hudbu k filmu napsal Dee Barton. Film byl v době svého prvního uvedení do kin kritikou kladně hodnocen.

## Děj
Na americkém Divokém západě přijíždí do izolovaného hornického městečka Lago tajemný bezejmenný cizinec. Tři pistolníci, kteří měli město chránit, ho provokují a vyhrožují mu, ale on je bez větší námahy zabije. Když ho pohledná blondýnka Callie Traversová urazí, znásilní ji v konírně, zatímco obyvatelé města nic nedělají.
Tu noc cizinec ve svém hotelovém pokoji sní o tom, jak byl U. S. marshall Jim Duncan zbičován k smrti bandity Staceyem Bridgesem a bratry Danem a Colem Carlinovými, zatímco obyvatelé Laga přihlížejí.
Druhý den Callie na cizince vystřelí, když se koupe, ale on se schová pod vodou a vyjde nezraněn. Rada města, která potřebuje nahradit tři pistolníky, nabídne cizinci cokoli, aby město ochránil před Bridgesem a Carlinovými, kteří brzy budou propuštěni z vězení. Postupně se ukáže, že obyvatelé najali bandity, aby zabili Duncana, když zjistil, že místní zlatý důl je ilegálně vykopán na vládou vlastněné půdě a musí být uzavřen, což by zničilo živobytí města. Obyvatelé pak spolu s bandity naplánovali, jak se vyhnout jejich zaplacení, a ti se chystají pomstít.
Cizinec přijímá práci a využívá nabídky: jmenuje zesměšněného trpaslíka Mordechaje šerifem i starostou; poskytuje indiánovi a jeho dětem deky a cukroví, když obchodník odmítne je obsloužit; získá nové sedlo a boty a donutí salón, aby podával všem zdarma pití. Později vyžene majitele hotelu, Lewise a Sarah Beldingovy, a všechny hosty, a sám se stane jediným obyvatelem hotelu.
Callie a několik mužů, včetně Morgana Allena, se rozhodnou cizince zabít. Po sexu s ním Callie uteče z pokoje, zatímco muži vstoupí dovnitř a nevědomky bijí atrapu v posteli. Cizinec hodí do místnosti dynamit, zničí většinu hotelu a zabije dva muže. Venku zastřelí další dva útočníky, zatímco Morgan uprchne zraněn. Cizinec poté odtáhne Sarah, která křičí, do její ložnice a tam s ní má sex. Druhý den ráno Sarah řekne cizinci, že Duncan nemůže odpočívat v míru, protože je pohřben v neoznačeném hrobě. Poté řekne manželovi, že s ním a městem končí.
Cizinec shromáždí skupinu obyvatel, aby město bránili, ale brzy zjistí, že nikdo nemá potřebné dovednosti. Aby měl obyvatele zaměstnané, nařídí, aby byly všechny budovy ve městě natřeny červenou barvou. Poté odjíždí z města bez vysvětlení a vydá se za zraněným Morganem. Než odjede, přemaloval ceduli města na jediné slovo: "Peklo".
Cizinec najde Bridgese a Carlinovy, kteří právě zabili Morgana, a obtěžuje je dynamitem a puškou, což vede bandity k domněnce, že za to mohou obyvatelé města. Cizinec se vrátí do Laga, prohlédne si přípravy: celé město natřené na červeno, ozbrojení muži na střechách, stoly plné jídla a pití a velký transparent "VÍTEJTE DOMŮ, CHLAPI", a poté znovu odjede. Bandité přijíždějí a snadno přemohou slabý odpor obyvatel; mnoho obránců je zabito a přeživší jsou shromážděni v salónu poté, co několik budov ve městě začne hořet.
Cizinec omotá bič kolem krku jednoho z Carlinových bratrů, který stojí u dveří salónu, vytáhne ho ven a ubije ho bičem, poté postupně zabije zbývající bandity. Belding, který míří brokovnicí na záda cizince, je zastřelen Mordechajem. Druhý den ráno Sarah naloží vůz a odjíždí z města. Cizinec projetí kolem Mordechaje na hřbitově. Mordechaj poznamená, že nikdy neznal cizincovo skutečné jméno, na což cizinec odpoví: "Ano, znáš." Mordechajova oči se rozšíří. Když cizinec odjíždí do pouště, postupně zmizí ve vlnách horka.